# Raseborg

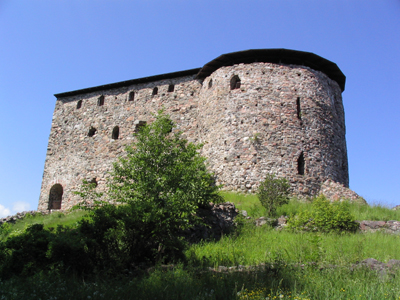
A raseborgi vár

Raseborg (finnül: Raasepori) egy vár Finnország területén, Ekenäsben. A várat Bo Jonsson (finnül: Bo Joninpoika) svéd nemes kezdte építtetni 1373-ban a mai Ekenäs (finnül: Tammisaari) nevű város snappertunai településének területén, Finnországban. A várat minden valószínűséggel a középkori Svédországhoz tartozó finn területek és azok kereskedelmi útvonalai védelmére emelték, többek között a fenyegető orosz hatalom, valamint a Tallinnt uraló dánok és németek miatt. A középkorban több skandináv nemes és kalózliga is megpróbálta elfoglalni Raseborgot.

## Raseborg alapítása

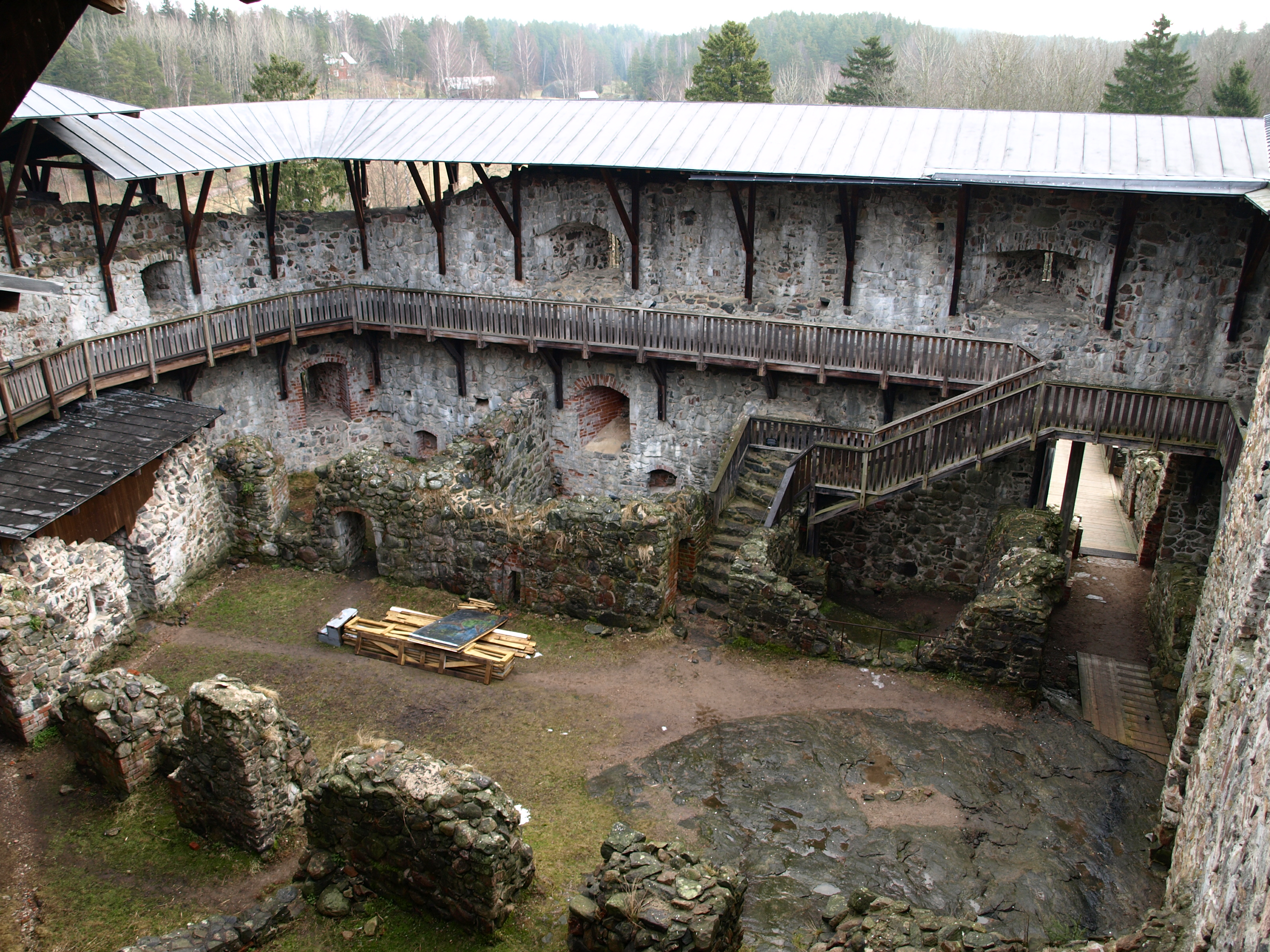
A várudvar

Bár az iratok az építkezést már 1373-ban megemlítik, magáról a várról az első hivatalos okmány 1378-ban kelt. A várat eredetileg a Raseborg-folyóba építették – a Finn-öböl torkolatától kb. 3–5 km-re – egy kimagasló, sziklás szigetre, ami körül a folyót később kiszélesítették.
A vár az 1378-1400 közötti években csak egy patkó alakú, kisebb erődítmény volt. Az első nagy tornyot, valamint a belső vár kisebb tornyait is ekkor építették. Ez a része a várnak mind a mai napig viszonylag jó állapotban megmaradt. A belső udvaron még most is jól láthatóak a lakóházak kőalapzatai. Ezek feltehetőleg a magasabb rangú várjobbágyok, valamint az őrség hajlékaiként szolgáltak.
A vár északi és nyugati szárnyait a folyóból kimagasló, kb. 4-5 méteres, meredek sziklára emelték. Ebből a két irányból bevehetetlen volt, ezért az 1378-as felépítésük után – míg a várat csak lakták – e két szárny egyszer sem szorult különösebb megerősítésre. A folyóban, a keleti szárnnyal szemben lévő, kisebb szigeten, ahova fa átjáró vezetett, nem sokkal a vár felépítése után már kb. 5-6 házas jobbágy település állt a várlakók igényei kielégítésére. Raseborgnak a szokásosnál keskenyebb kapujai voltak, ugyanis minden ellátmányt csónakokkal, ladikokkal és hajókkal szállítottak oda, lovakat nem igen használtak. A várba érkezők vagy a várból távozók lovait feltehetőleg a jobbágytelepülésen tartották, amit egyes írásokban Istállószigetként (Tallisaari) is említenek.

## A fénykor
Az 1400-as évek elején, ahogy Raseborg lakosságának száma lényegesen megnőtt, a kicsi jobbágy település már nem tudta megfelelően ellátni a várat, ezért a folyó északi partján hamarosan nagyobb falu alakult ki. A vár a fénykorát az 1400-as években élte. A fennmaradt írások szerint a német származású Otto Pogswisch királyi várkapitány ideje alatt tanították az őrségnek először az ágyúk használatát, de ő az Engelbrekt felkeléskor 1434-ben Tallinnba menekült, így Nils Christersson (finnül: Nils Kirsterinpoika) lett a vár ura egy rövid időre. 

Pomerániai Erik (svédül: Erik av Pommern, finnül: Eerik Pommerilainen) svéd király az Engelbrekt felkelés keménykezű leverésének próbálkozása után, tartva a nép haragjától, maga mögött hagyta trónját és elmenekült Stockholmból. 

Mivel jelentős pártfogói nem maradtak, a király egy 200 fős kalózliga élére állt, és rajtaütés szerűen 1437. júniusában elfoglalta Raseborgot. Innen akart magának sereget gyűjteni és már Stockholmba visszatérését tervezgette, mikor 1437. augusztusában kapott egy kémjelentést, ami szerint a Finn-öböl túlpartján állomásozó tallinni csapásmérő flotta ellene készülődött. Pomerániai Erik nyomban elhagyta ligájával Raseborgot, és Gotlandra menekült, ahonnan kalózhajóival fosztogatta és zavarta a térség hajóforgalmát. 

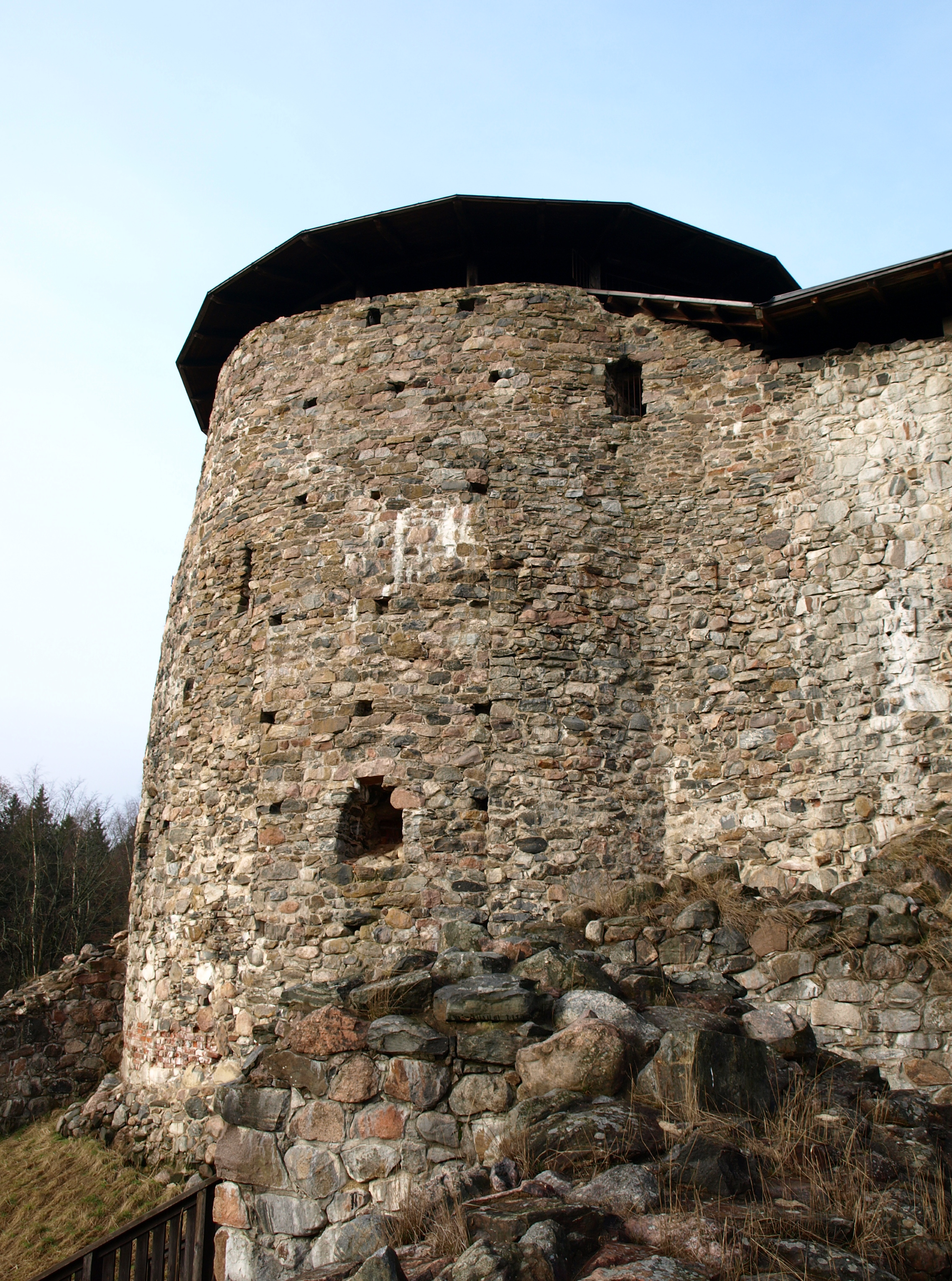
A vár rondellája

1439-ben Pomerániai Eriket hivatalosan is megfosztották mind három (svéd, norvég, dán) trónjától. Ekkor szerezte meg Karl Knutsson svéd nemes az akkori Svédország összes finn területének kormányzását. 

1448-ban Knutssont svéd királlyá, majd 1449-ben norvég királlyá koronázták, de a kiújuló trónviszályok miatt kétszer is megfosztották trónjától, és menekülésre kényszerült nyugodt, finn birtokaira. Ekkor Raseborgban töltötte ideje legnagyobb részét. A forrásokból kiderül, hogy VIII. Károly ezekben az időkben is megtartotta királyi titulusát, valamint finnországi alattvalói Svédország királyaként tisztelték. Első ízben hét évig (1457-1464), másodszor pedig két évig (1465-1467) tartózkodott a király Raseborgban, ahol egyben az udvarát is tartotta. 

Ezekről az időkről viszonylag kevés irat maradt fenn, de annyit tudunk, hogy VIII. Károly kibővítette, és megerősítette a várat ottléte alatt. Többek között a déli és a keleti szárnyakat védelmező külső vár, valamint a kerek lakótorony is ezekben az időkben épült. A külső várba többek között szolgálókat és várjobbágyokat telepítettek.
1465. őszén - nem sokkal a beköltözködés után - az ekkor özvegy Károly király törvényen kívüli kapcsolatot kezdeményezett Raseborgban Kristina Abrahamsdotterrel, aki Abraham Persson helyi bíró lánya volt. A király kapcsolatát a bírói családdal az az írás is alátámasztja, ami szerint VIII. Károly 1466. februárjában egy helyi bírósági tárgyaláson is részt vett, mint megfigyelő. A királynak két gyermeke született Kristinától Raseborgban: Karl és Anna. Feltehetőleg igaz szerelem lehetett köztük, mivel Kristina követte gyermekeivel Károlyt, mikor őt 1467-ben harmadszor is visszahívták Stockholmba uralkodónak. VIII. Károly viszont csak a halálos ágyánál vette el Kristinát 1470. májusában, azzal a reménnyel, hogy fiuk örökölné a svéd trónt, de ez sajnos a király halála után nem következett be, így Kristina gyermekeivel visszaköltözött Finnországba.
Raseborg egyetlen úrnője Christina Eriksdotter volt 1483-1487 között, aki még a vár védelmét is irányította, mikor 1487-ben Sten Sture korsholmai svéd nemes - aki egyben a Svéd Királyság kormányzója is volt - katonáival valamint flottájával bekerítette, és ostrom alá vette Raseborgot. Idővel Christina Eriksdotter megadta magát.
A vár az 1483-1490 közötti években többször is gazdát cserélt, – többnyire véres harcok és áldozatok árán – mígnem 1490-ben Tönne Eriksson (finnül: Tönne Eerikinpoika) lett a vár ura az elkövetkező 20 évre.

## Raseborg alkonya

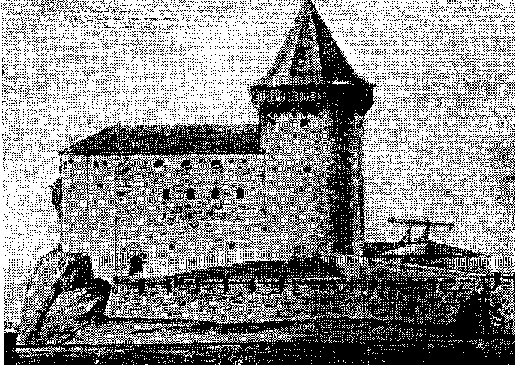
Raseborg 1500-ban

A 16. század első éveiben konfliktus alakult ki Svédország és Oroszország között, ezért a svéd király rendeletére a raseborgi naszádok – a mai inkoo-i szigetvilágban – teljesen megbénították a Novgorod felé tartó, orosz hajóforgalmat. Az orosz hajók a vár ostromlását is megkísérelték, de ez a próbálkozásuk kudarcba fulladt.
Nem sokkal később viszályok alakultak ki a svéd-norvég-dán unióban (Kalmari unió). A svéd vezetés meggyengült, és II. Krisztián (Kristian II.) dán király, kihasználván az alkalmat, a svéd trónt is meg akarta szerezni magának. Először Stockholmba tört be, ahol 80 svéd nemest levágatott, majd a hátbatámadástól tartva, sorra foglalta el a finn várakat. Bár ő maga ezt feltehetőleg nem sejtette, de behajózása Stockholmba olyannyira rajtaütés szerűen sikerült, hogy a svédek már semmilyen utasítást vagy figyelmeztetést nem tudtak küldeni a finn váraknak időben, így sokukat az ostrom váratlanul és felkészületlenül érte. II. Krisztián flottája 1520 késő őszén jelent meg a raseborgi folyón, a tenger irányából közeledve, és három évre elfoglalta Raseborgot. A dán király svéd trónra törését ellenző és akadályozó Hemming Gadh püspököt – valamint Raseborg akkori várurát, Nils Eskilssont (finnül: Nils Eskilinpoika) – 1520. december 16-án II. Krisztián kivégeztette Raseborgban. Érdekesség, hogy a király a püspököt kérte fel a halálos ítélet felolvasására, ki rosszat nem sejtvén egyben a saját halálos ítéletét is felolvasta. Két nappal később mindkét elítéltet felakasztották a Raseborg melletti Galgbacken (finnül: Hirsipuunmäki) dombon. 

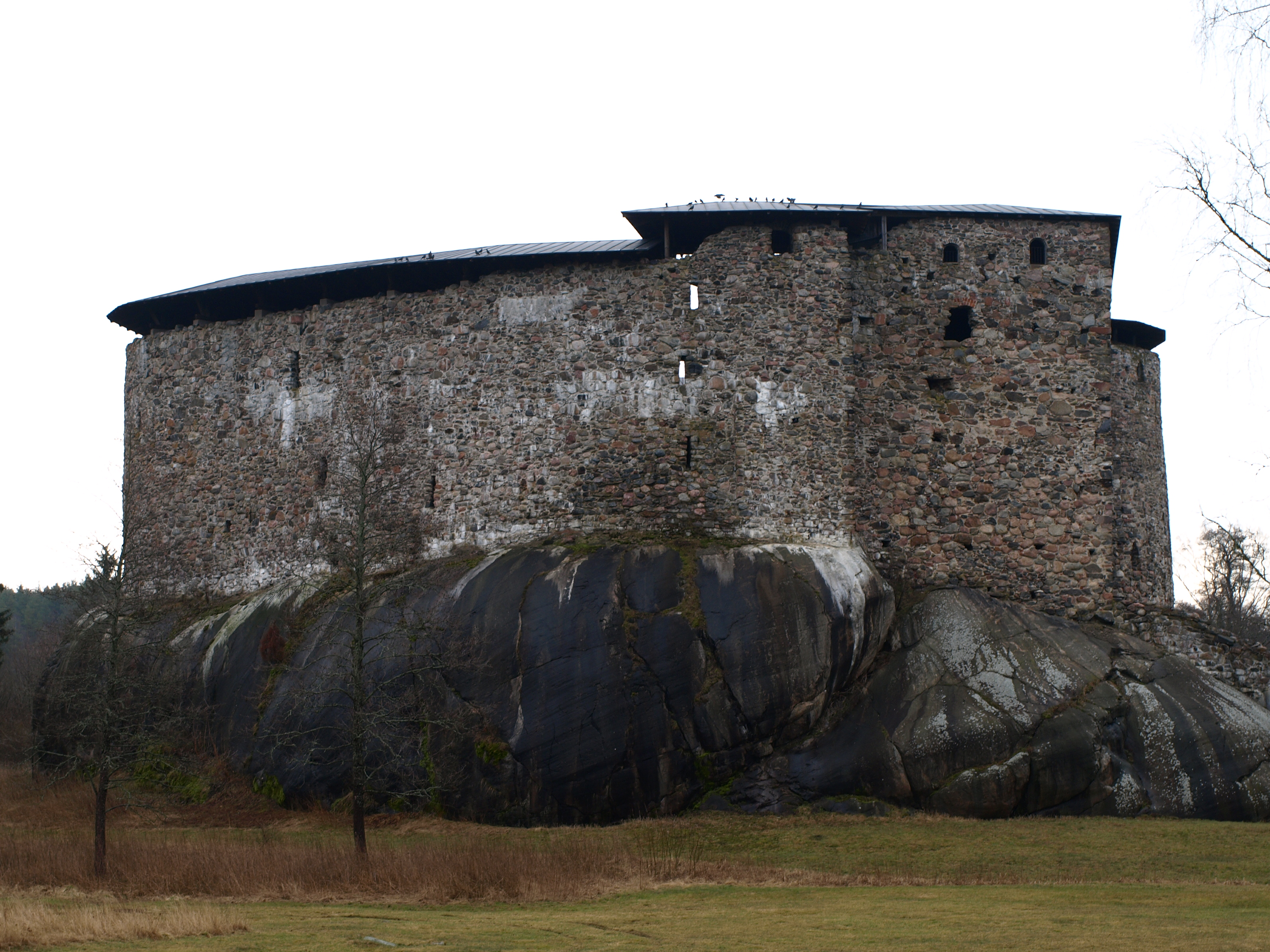
Raseborg

A frissen választott I. Gusztáv (svédül: Gustav Vasa, finnül: Kustaa Vaasa) svéd király – kinek apja is a levágott, stockholmi nemesek között volt – 1523-ban visszafoglalta az összes finnországi várat, köztük Raseborgot is. Holland és lübecki támogatással I. Gusztávnak sikerült gyorsan kivernie a dánokat véglegesen területeiről.
Raseborg pár évig különösen rossz, romos állapotban állt, míg Erik Fleming finnországi fejedelem megvette a várat, lakható állapotba hozta, és 1530-ban már hivatalosan is ott tartotta udvarát, minek megünneplésére a svéd király is ellátogatott.
1540-ben azonban a vármegye jobbágyai panaszlevelet írtak Erik Flemingről I. Gusztávnak. A király ekkor már maga is a térség védelmi stratégiájának átszervezését fontolgatta, így Raseborg és az ahhoz tartozó földek Fleming „büntetéseként” újra királyi tulajdonba kerültek. A vármegye székhelye 1546-ban az akkor alapított Ekenäs (finnül: Tammisaari), majd négy évvel később, az 1550-ben alapított Helsinki (svédül: Helsingfors) lett. Ugyanekkor a kereskedelmi utak védelme Hämeen linna-ra (svédül: Tavastehus slott), a határvédelem pedig a kelet-finnországi tóvilágban álló, korszerűbb és erősebb Olavinlinna-ra (svédül: Olofsborg), valamint a Finn-öbölben állandóan cirkáló svéd flottára hárult, így Raseborg teljesen elvesztette stratégiai jelentőségét.
Az 1550-es években Raseborg elnéptelenedett. Mindent, ami ekkor mozdítható volt, elvittek a várból. A napló szerint a várban tartózkodó utolsó rangos személy egy Bengt nevű írnok volt, aki pár fős kísérettel 1553. március 3-án hagyta el Raseborgot, „nyitva, üresen és néptelenül”.

## 1600-as évek
Az 1690-es években a orosz-svéd háborúk idején a vármegye ezredparancsnokság élelem- és lőszerraktára működött a Raseborgi várban.

## Raseborg újjáépítése
A vár első restaurálásai 1839-ben kezdődtek meg, Magnus Schjerfbeck vezetésével. Ekkor a falakat megerősítették, főleg a kerek lakótorony szorult újjáépítésre.
Az 1980-as években folytatták Raseborg restaurálását. A belső vár külső falait felépítették olyan magasra, amilyenek azok eredetileg lehettek (kb. 15 m), valamint a belső helyiségeket megtekinthető állapotba hozták (falépcsők, teraszok, korlátok, emeletek stb.).

## Napjainkban
A manapság kb. 730 éves vár kilétét, hollétét és állapotát, nem csak a kor építészei, várurai, királyai és azoknak seregei, flottái befolyásolták, hanem a természet és az időjárás is: napjainkban Raseborg romjai már nem a Raseborg-folyóban, hanem a folyó mellett, a parttól kb. 50 méterre fekszenek. A földmozgás miatt a talaj – mint oly sok helyen Finnországban – megemelkedett az évszázadok alatt, a folyó pedig már csaknem kiapadt. Az egykor hajózható Raseborg-folyó – amin nem egyszer több ország kisebb-nagyobb flottái hajóztak fel a várhoz – jelenlegi mélysége átlagosan 1,5 m.
A várat nem csak a turisták, hanem a művészetet kedvelők is olykor látogatják, mivel a vár mellett az 1966-ban felépített szabadtéri színpadon tavasztól őszig gyakorta rendeznek a várral vagy annak korszakával kapcsolatos színdarabokat, többnyire svédül. Ezen kívül akadnak még másfajta látogatók is: Mivel az egzotikus – nyáron zöld, tavas, sziklás, erdős, majd ősszel és télen kopár, elhagyatott, havas – finn vidékek a skandináv középkorral és annak misztikus legendáival keverve sokakat érdekel, így a fantasy szerepjátékok kedvelőit is sokszor csalogatja a vár és környéke egy-egy napra vagy éjszakára.
Tammisaari (svédül: Ekenäs), Karjaa (svédül: Karis) és Pohja (svédül: Pojo) városok egyesülésével 2009. január 1-jén ismét megalakult (kb. 500 év elteltével) Raseborg városa.

## A vár érdekességei röviden felsorolva
- Az egyetlen vár Finnországban, ahol svéd király (VIII. Károly) hivatalosan tartotta udvarát.
- Bár Raseborg csak 180 éves történelemmel rendelkezik, mégis fénykorában az egyik legostromlottabb vár volt a tartományban.
- Egyetlen vár, aminek várúrnője volt (Christina Eriksdotter), aki a vár védelmét is irányította.
- II. Krisztián dán király 1520. december 16-án váratlanul kivégeztette Hemming Gadh püspököt a raseborgi Galgbacken (finnül: Hirsipuunmäki) dombon, mielőtt a rosszat nem sejtő püspökkel felolvastatták saját halálos ítéletét.
- Raseborgnak vélhetően öt finn származású vagy finn ajkú várkapitánya volt.
- Bár a folyó egyik szigetére emelték a várat, de az manapság a talajmozgás miatt már a folyó mellett, a szárazföldön fekszik.